# Патала

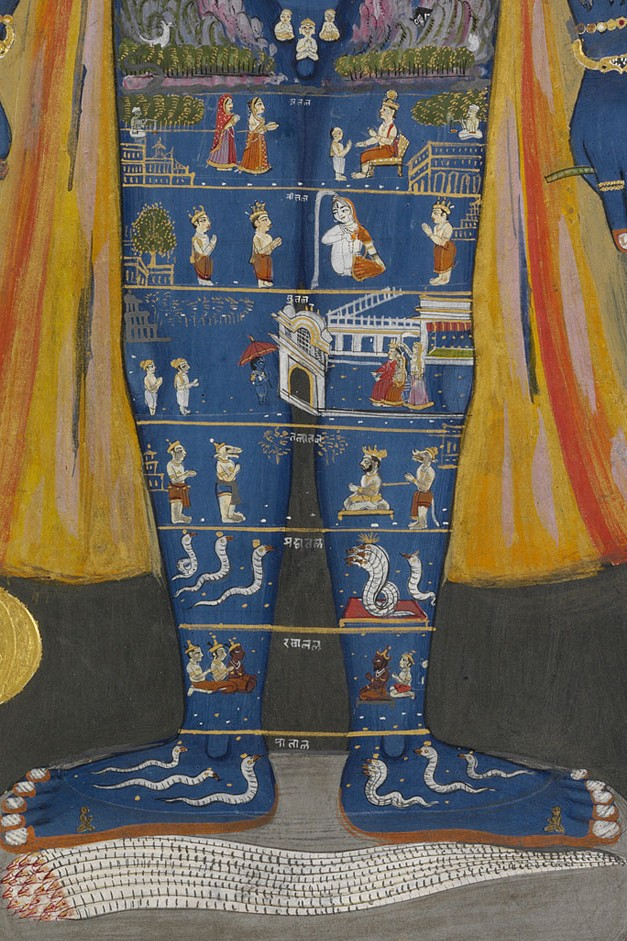
Нижняя часть Пуруши-Вселенной:
опирающиеся на Шешу-змея (вечное время) ноги Вишну представляют Землю и шесть сфер Паталы

Пата́ла (санскр. पाताळ, IAST: pātāla) — в космологии индуизма один из семи низших миров «подземного неба» (била-сварги), населённых нагами, дайтьями, данавами, якшами и другими божествами, противостоящими богам, живущим на небесах; иногда употребляется как общее название для всех семи низших миров.

## Патала в космологии индуизма
Источником сведений по космологии индуизма, включая сведения о Патале, являются такие тексты, как Пураны и Махабхарата, имеющие в индуизме статус Пятой Веды. Информация о мирах Паталы и её обитателях, содержащаяся в этих писаниях, привлекает внимание многих исследователей древних текстов, индологов, санскритологов и философов.

В Бхагавата-пуране Шукадева начинает своё повествование об этих мирах так: 
О царь, ниже Земли находятся ещё семь планетных систем: Атала, Витала, Сутала, Талатала, Махатала, Расатала и Патала. Я уже рассказал о расположении и размерах средних планет, а планеты семи низших планетных систем имеют такие же размеры, как и Земля. Эти семь планетных систем называют била-сваргой, подземным райским царством.
В Вишну-пуране эти семь областей носят названия Атала, Витала, Нитала, Габхастимат, Махатала, Сутала и собственно Патала. «Падма-пурана» приводит те же названия миров Паталы, что названы и в Бхагавата-пуране, а также имена правителей каждой из областей:
- Атала — управляется Балой (по другой версии — Махамайей).
- Витала — управляется Хатакешварой, одной из форм Шивы.
- Сутала — управляется Бали.
- Талатала — управляется Майей.
- Махатала — управляется нагами.
- Расатала — управляется дайтьями и данавами.
- Патала, или Нагалока.

В этих семи мирах различается даже цвет почвы (белый, красный, жёлтый и так далее).

### Месторасположение и краткое описание Паталы
Согласно Падма-пуране и Бхагавата-пуране, Патала — один из семи миров, расположенных в низшем уровне вселенной и называемых также била-сварга (санскр. «подземное небо») — подземными мирами. Бхагавата-пурана, содержащая обширные сведения по космологии, даёт описание этих миров и сообщает об их месторасположении.
Эти подземные миры начинаются на 70 000 йоджан (910 000 км) ниже Земли и расположены одна под другой, начиная с высшей и заканчивая низшей, в следующем порядке: Атала, Витала, Сутала, Талатала, Махатала, Расатала и Патала (Нагалока). Интервал между этими мирами составляет 10 000 йоджан (130 000 км).
Атала — первый из низших миров вселенной. На ней живёт демон Бала, сын данавы Майи, который создал девяносто шесть видов магических способностей. По воле Балы на Атале возникли три типа женщин: свайрини (независимые), камини (похотливые) и пумшчали (те, кого легко соблазнить). Когда на Атале появляется какой-нибудь новый мужчина, эти женщины поят его дурманящим напитком и предаются любовным утехам с ним, после чего он, уверенный в своей неотразимости и силе, начинает мнить себя Богом.
На 10 000 йоджан ниже Аталы находится Витала — обитель великого и могущественного Хатакешвары (одна из форм Шивы). Хатакешвара — владыка всех золотых месторождений — живёт на Витале вместе со своей верной женой Бхавани. Благодаря им на Витале образуется особый вид золота, называемый хатакой.
Под Виталой расположена Сутала. На ней живёт махаджана Бали, известный как необычайно преданный и самый удачливый царь. В Пуранах содержится повествование о том, как Верховная Личность Бога воплотился в облике карлика-брахмана Ваманадевы и пришёл на жертвоприношение, устроенное Бали. Царь, владевший всеми тремя мирами, пожертвовал Ваманадеве всё, что имел. Довольный щедростью царя, Вамана вернул ему царство и сделал Бали богаче самого Индры, царя небес.
Под Суталой, на расстоянии 10 000 йоджан от неё, расположена Талатала, которой правит царь асуров данава Майя. Он известен также как учитель всех магов и чародеев и талантливый архитектор, создавший множество красивых городов и строений миров била-сварги.
Ниже Талаталы расположена Махатала, населённая огромными многоголовыми нагами, змееподобными существами, известными своей злобностью. Главными среди этих змей считаются Кухака, Такшака, Калия и Сукшена. Все наги Махаталы, вместе со своими друзьями и родственниками, беспечно предаются наслаждениям, однако живут они в постоянном страхе перед Гарудой, который время от времени прилетает на Махаталу и уничтожает их.
Ниже Махаталы находится Расатала, которую населяют демоны, потомки Дити и Дану: пани, нивата-кавачи, калеи и хиранья-пураваси. Все эти демоны являются заклятыми врагами полубогов и живут в норах, подобно змеям. Демоны, живущие на Расатале, необыкновенно сильны и могущественны и гордятся этим, однако и их настигает Сударшана-чакра — оружие Сваям-бхагавана, владыки всех миров.
Под Расаталой находится ещё один мир — Патала, называемая также Паталалока или Нагалока. Патала — последний, самый нижний из семи миров била-сварги. Обитатели этого мира — наги, многоголовые змееподобные существа, которые очень сильно привязаны к материальным удовольствиям и необыкновенно злобны по своей природе. Эти змеи носят на своих многочисленных головах редчайшие драгоценные камни, сияние которых освещает мир всех семи низших миров. Повелители Нагалоки — наги Шанкха, Кулика, Махашанкха, Швета, Дхананджая, Дхритараштра, Шанкхачуда, Камбала, Ашватара и Девадатта, а главный среди них — нага Васуки. Для наслаждения проживающих на Паталалоке нагов есть все условия: прекрасные сады, парки и водоёмы. Именно здесь находится столица Паталы — город Бхогавати, вымощенный золотом и имеющий в центре прекрасный, выложенный из драгоценных камней дворец царя нагов Васуки. Жители этого мира надёжно защищают её. Но однажды демон Хираньякашипу отнял у обитателей Нагалоки все их драгоценности и похитил их прекрасных жён, отчего все жители этого мира пребывали в очень сильном беспокойстве. После того как Нарасимха убил Хираньякашипу, жители Нагалоки получили обратно драгоценности, которыми они украшают свои головы, а их жёны вернулись домой, необыкновенно радостные и счастливые, и вместе со своими мужьями выразили почтение и признательность Нрисимхадеве за то, что со смертью Хираньякашипу они избавились от множества бед. Патала, или Нагалока, считается самым прекрасным и красивым местом и, по словам риши Нарады, посетившего Паталу, красотой и величиной превосходит небеса Индры, или сваргу.

### Обитатели Паталы
Согласно Пуранам, семь низших миров Вселенной имеют такие же размеры, как и Земля, а их обитателями являются дайтьи, данавы, ракшасы и наги. Великолепные города, дворцы, сады и парки этого царства искусственного рая превосходят даже те, в которых наслаждаются полубоги на высших мирах Вселенной. Почти все обитатели била-сварги ведут семейную жизнь, вместе со своими жёнами, детьми и друзьями предаваясь чувственным наслаждениям безо всяких ограничений, тогда как даже дэвы, проживающие в высших мирах, не всегда могут так свободно наслаждаться.

### Природа и архитектура Паталы
В этом царстве била-сварги живёт талантливый архитектор и художник Майя, о котором говорят, что он умеет в совершенстве создавать материальные удобства, а также возводить чудеса архитектуры, обладающие удивительной сверхъестественной силой. Согласно Махабхарате, во времена правления Махараджи Юдхиштхиры Майя находился в лесу Кхандава (заповедный лес Индры, небесного царя). Кришна, желая убить демона, преследовал его колесом и огнём. Когда в лесу начался пожар, демон Майя Данава попросил защиты у Арджуны, и Арджуна спас его. Тогда Майя из благодарности предложил Арджуне оказать ему какую-нибудь услугу, однако тот ничего не хотел у него брать. Узнав об этом, Кришна, необычайно довольный тем, что асура попросил защиты у его преданного, предложил Майе построить дворец собраний для царя Юдхиштхиры. Этот замечательный дворец собраний стал настоящим чудом архитектурного мастерства. Явившиеся во дворец собраний представители различных государств и племён ощущали сверхъестественное могущество Пандавов и, несмотря на свою зависть по отношению к ним, без каких бы то ни было возражений подчинились царю Юдхиштхире и заплатили ему дань. Данава Майя, создающий чудеса материальной архитектуры, обладает необыкновенной способностью отразить в строении из материальных элементов силу и могущество его владельца.
В царстве била-сварги, созданном по образу высших миров, Майя построил огромное количество неописуемой красоты городов с изысканно отделанными строениями: жилыми домами, храмами, домами для приёма чужестранцев, залами собраний. Дворцы правителей этих миров украшены драгоценными камнями, и в них всегда собирается множество демонов и нагов. Там обитают целые стаи попугаев, дроздов, голубей и других птиц. Созданные в подражание райским, эти города построены с большим вкусом и изяществом и выглядят роскошно.
Данава Майя как царь демонов и учитель всех магов и чародеев пользуется покровительством Шивы и потому мнит себя неуязвимым даже для Сударшана-чакры.
Не только архитектурные строения, но также сады, парки и водоёмы Паталы превосходят по своей красоте парки и водоёмы полубогов, обитающих на высших мирах. Деревья в мирах Паталы необыкновенно красивы, их стволы и ветви увиты лианами и сгибаются под тяжестью плодов, а цветки источают нежный аромат. Так же необыкновенно прекрасны озёра и пруды этого подземного искусственного рая: они наполнены прозрачной водой, где весело плещутся рыбы и в изобилии растут лилии и лотосы.
Столицей Паталы является город Бхогавати.

### Образ жизни обитателей Паталы
В миры била-сварги не проникает солнечный свет, поэтому время там не делится на дни и ночи и живущие в этих подземных мирах не знают страха, порождаемого ходом времени. Однако в этом мире искусственного рая никогда не бывает темно: мрак этих миров освещает сияние драгоценных камней на головах у множества обитающих там нагов.
Жители этих миров пьют соки и эликсиры из чудодейственных целебных трав и купаются в них, поэтому они не страдают ни от болезней тела, ни от болезней ума. Жители била-сварги не знают старости: у них не бывает седины и морщин, а кожа всегда сохраняет свою свежесть. Им неведомо жалкое состояние, вызванное старением; до конца своих дней они бодры, крепки и не знают немощности, апатии и усталости.
Так живут обитатели подземных миров — долго и счастливо, окружив себя всевозможными удобствами и предаваясь самым изысканным наслаждениям. Единственное, над чем они не властны, — это неумолимое время, которое является на миры Паталы в облике огненного сияния Сударшана-чакры — оружия Верховной Личности Бога, несущего смерть жителям искусственного рая: «Когда Сударшана пролетает по подземному царству, все беременные жёны демонов, завидев её сияние, разрешаются от бремени раньше срока».
Говорится, что миры, куда не проникает солнечный свет, населены живыми существами, попавшими туда в наказание за свои прошлые неправедные поступки. Согласно «Бхагавад-гите», эти живые существа называются демонами. Исполненные злобы и величия, демоны пребывают под влиянием гуны страсти. Свои демонические качества они получают ещё в утробе матери, а впоследствии награждают теми же демоническими качествами своих детей и последователей. Такие демоны рождаются в различных демонических формах жизни снова и снова, опускаясь всё ниже и ниже, пока не достигают самых отвратительных форм жизни. Таким образом они прокладывают себе прямую дорогу в адские миры. В Пуранах сообщается, что ниже самого последнего из семи миров била-сварги — Паталы, в пространстве между тремя мирами и океаном Гарбходака, расположены миры, называемые Нарака. Согласно «Бхагавата-пуране» и «Вишну-пуране», расстояние между Паталой и Наракой, которая находится над самым океаном Гарбходака, составляет 30 000 йоджан (390 000 км).